# Спаська коса (Миколаїв)
Спаська коса — довга серпоподібна коса, що обмежує Спаське урочище на півдні. До виникнення міста Миколаєва коса називалася «Жабурна».

## Назва
Стара назва коси пов'язана з тим, що навколо неї, особливо в затоні, що утворився, росло багато тину, нитчатки, що українською називалося «жабуриння». Назва відома до заснування Миколаєва і згадується в документі; дано запорожцями, що ловили рибу на берегах Бузького лиману на орендних умовах. Згодом ця коса була названа Спаською на ім'я Спаського урочища, яке вона обмежувала з півдня. На плані міста Миколаєва назва «Спаська коса» вперше з'являється у 1890 році, однак в той же час вона вказана у лоціях 1851 і 1867 років.

## Галерея

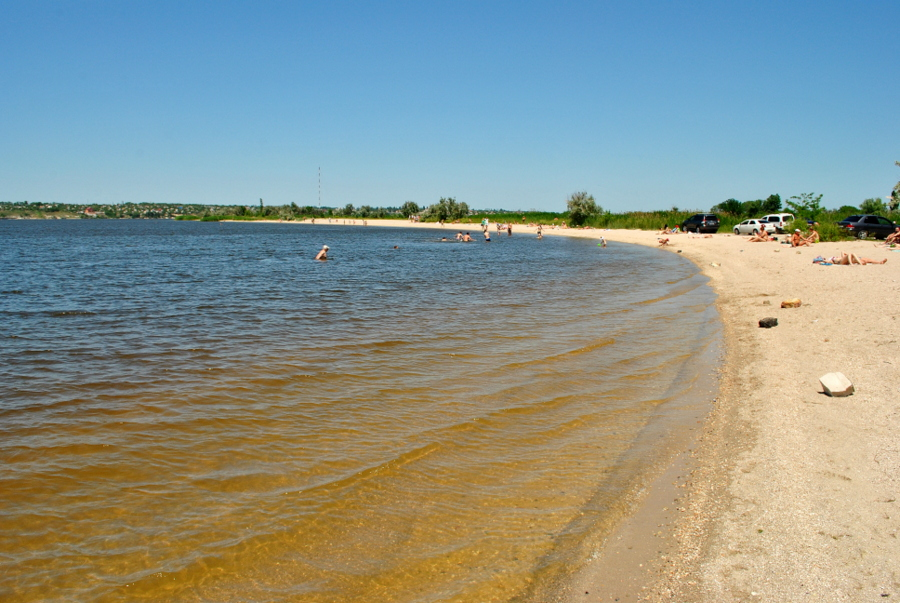
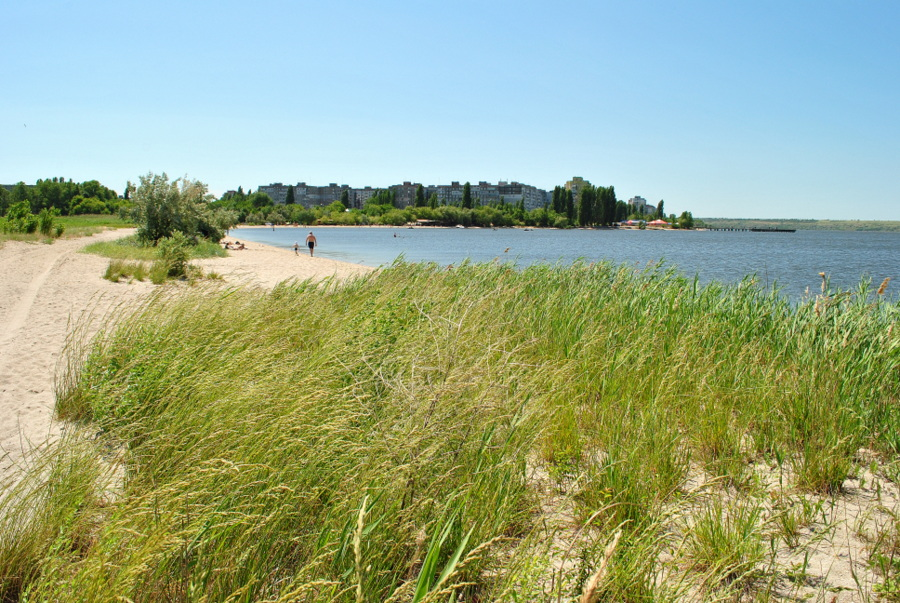
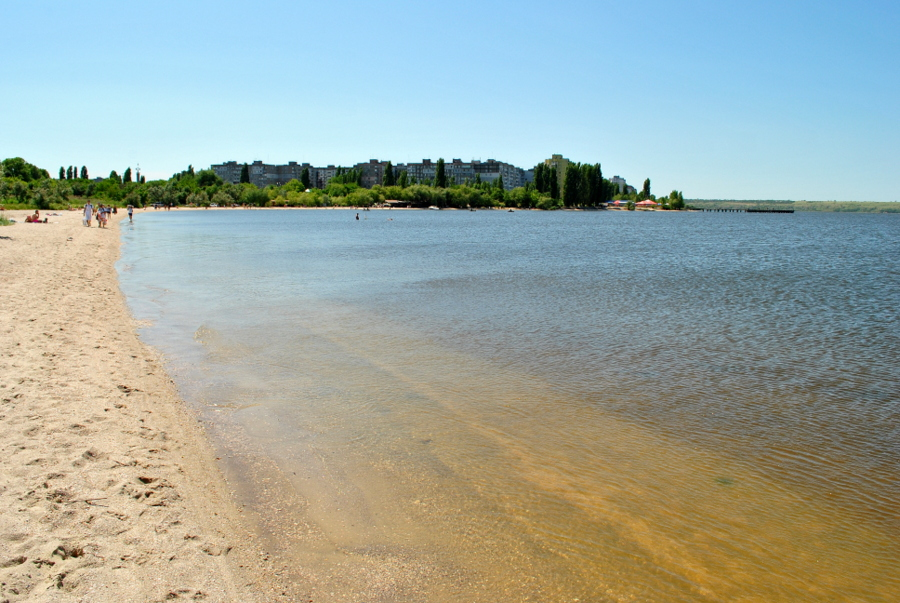